# Fort Hooksiel

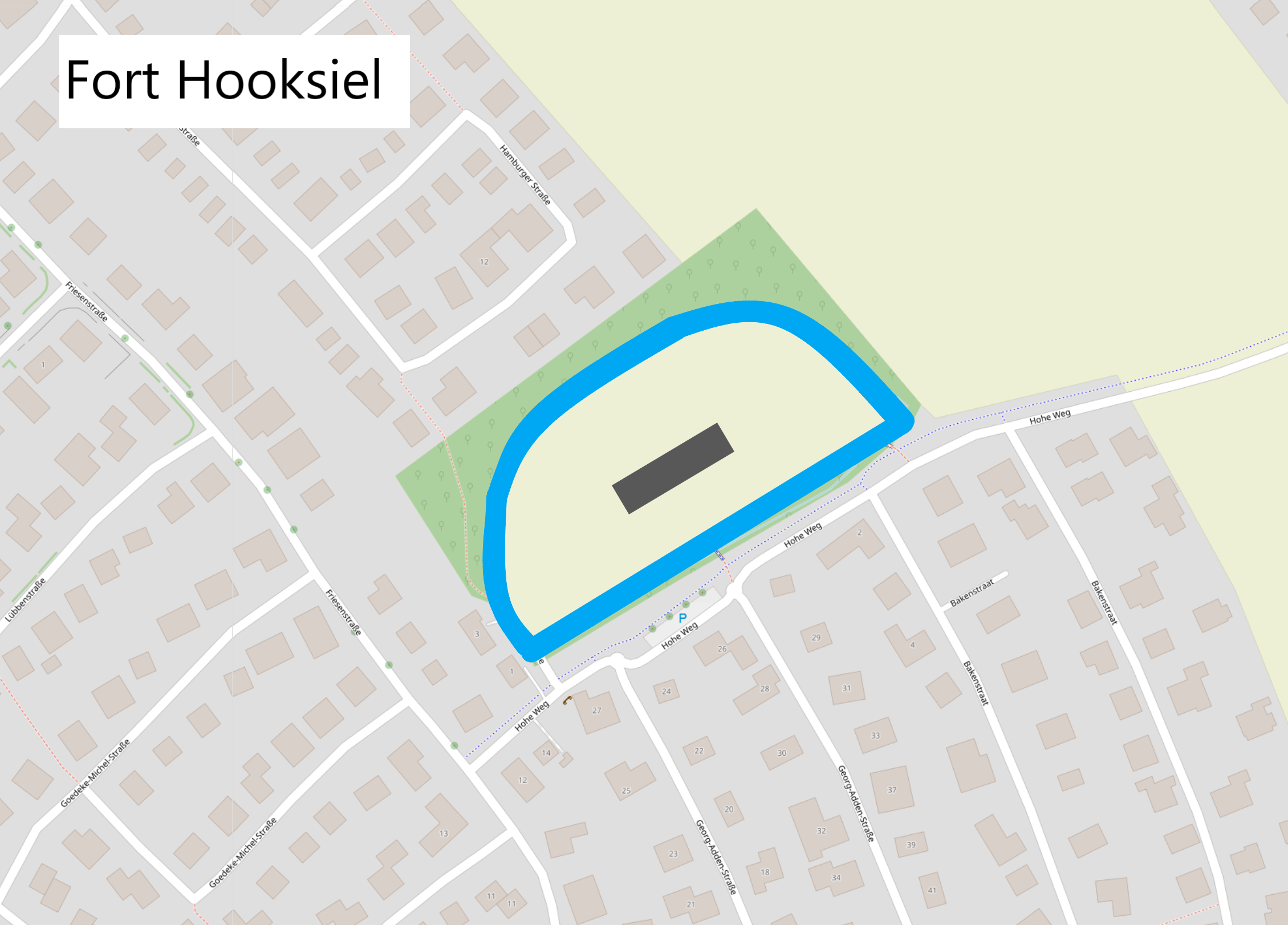
Fort Hooksiel mit zentralem Infanteriewerk

Das Fort Hooksiel war eine Befestigungsanlage zum Schutz des Kriegshafens Wilhelmshaven.

## Lage und Aufbau

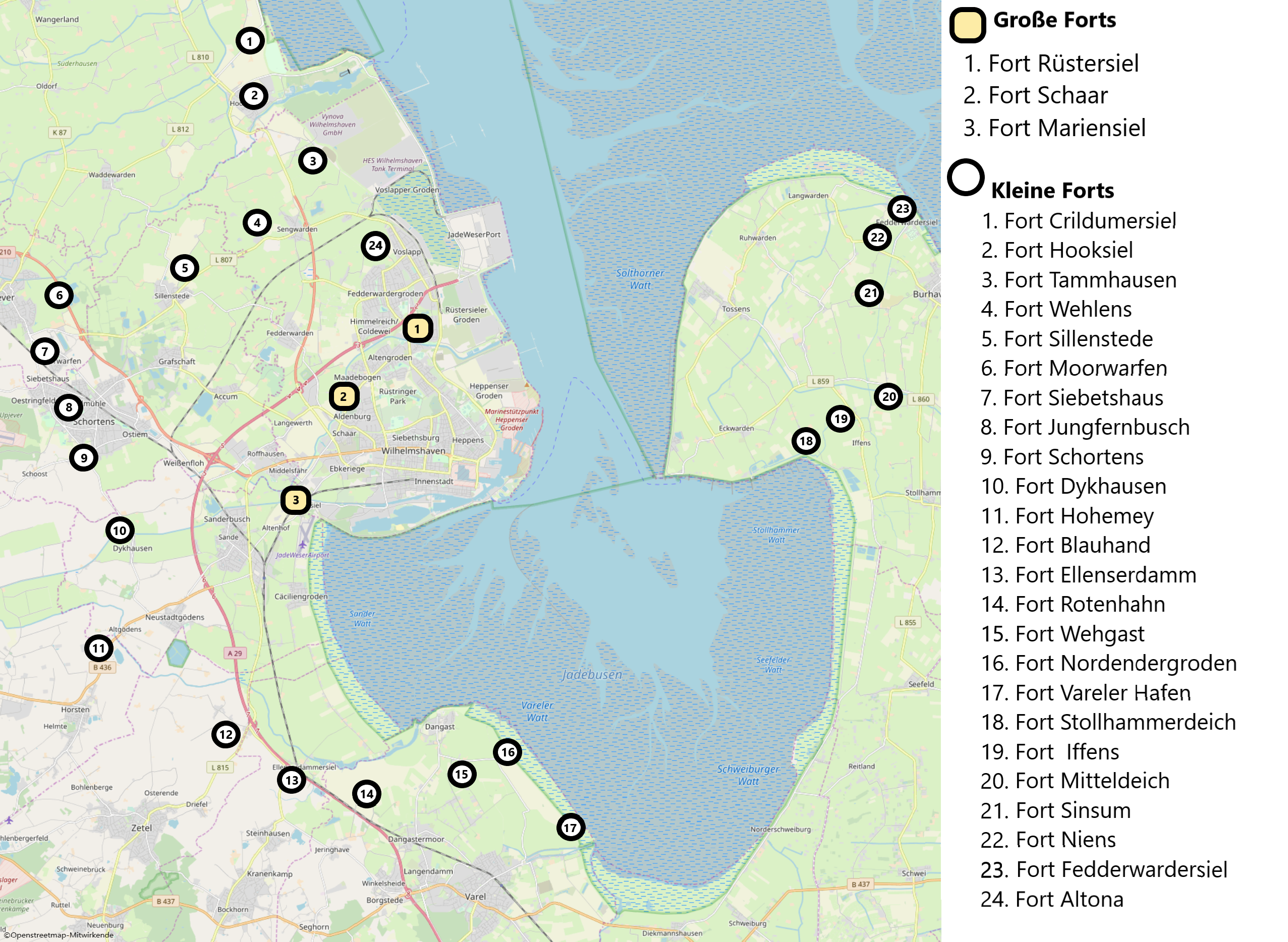
Position der Forts zum Schutz Wilhelmshavens

Das Fort wurde als geschlossene Lünette errichtet. Die Anlage war für zwei Züge Infanterie (~80 Mann) ausgelegt. Der Grundriss des Fort Hooksiel nähert sich einem Trapez an. Es hat eine Länge von 210 Meter von Südwesten nach Nordosten, die Breite beträgt 110 Meter. Die heute noch gut erhaltene Graft führt Wasser und hat eine Breite von 10 bis 30 Metern. Im Nordwesten der Anlage sind noch zwei kleine Abschnitte des ehemaligen Walls zu erkennen, der eine Höhe von 1,2 Metern hat. Zentral in der Anlage befand sich ein Infanteriewerk.

## Geschichte

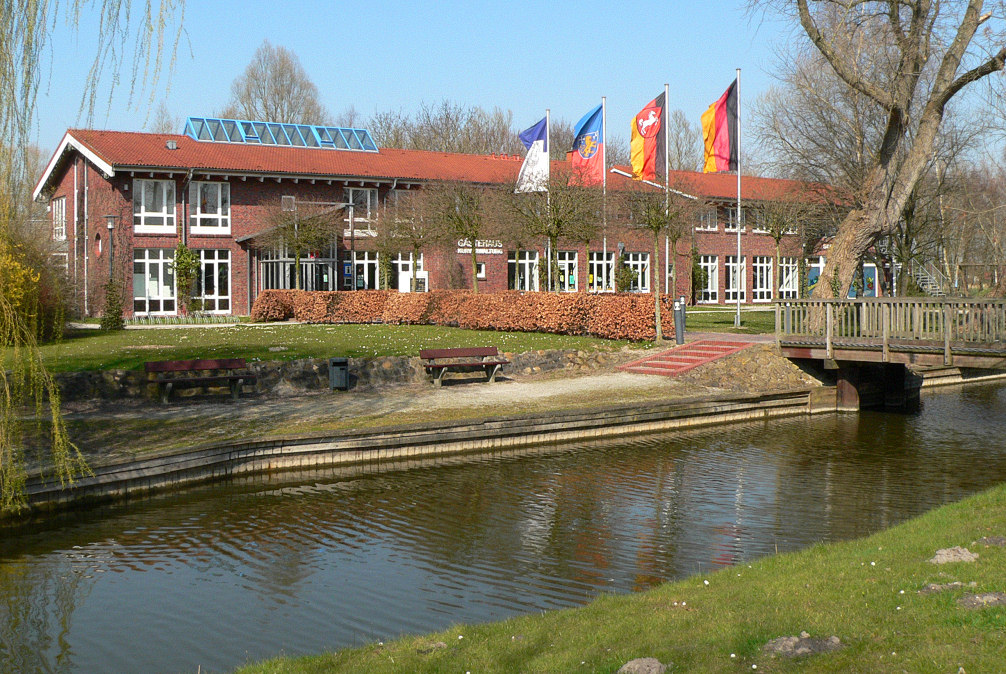
Blick über den Fortgraben

Das Fort Hooksiel wurde in der zweiten Hälfte des 19. Jahrhunderts als Außenfort des strategisch wichtigen Kriegshafens Wilhelmshaven angelegt. Im Zweiten Weltkrieg wurde im Fort Hooksiel die Flakbatterie Hooksiel installiert.